# Amphicoma klapperichi
Amphicoma klapperichi är en skalbaggsart som beskrevs av S. Endrödi 1952. Amphicoma klapperichi ingår i släktet Amphicoma och familjen Glaphyridae. Inga underarter finns listade i Catalogue of Life.